# Odvas-kői-barlang (Bakonyszücs)
Az Odvas-kői-barlang Magyarország fokozottan védett barlangjai közül az egyik. A Bakony hegységben lévő Bakonyszücsön található. Régészeti leletek kerültek elő belőle. Turista útikalauzokban is szerepel a barlang.

## Leírás
A Bakony egyik népszerű turistalátványossága. A barlang az elhelyezkedése miatt nagyon ismert. A Gerence-völgyből induló és a Kőris-hegyen található Vajda Péter-kilátóhoz vezető piros sáv turistajelzést követve érhető el egy ösvény, ami a barlanghoz vezet. A másik lehetőség a Szarvad-árok alján haladó piros barlang jelzésű (Ω), közvetlenül a barlanghoz vezető út, de ennek utolsó, néhány 100 m-es része nagyon meredek. A Magas-Bakony Tájvédelmi Körzet természeti értékeit bemutató Boroszlán tanösvénynek mindkét út része.
A barlang nagy, 3,5 m magas és 7 m széles bejárattal, az Odvas-kő sziklája alatt nyílik. Szabadon látogatható. Triász kori dolomitban keletkezett keveredési korrózióval az egykor zárt üreg. Denevérek téli szálláshelyként használják belső fülkéjét.
1976-ban volt először Odvas-kői-barlangnak nevezve a barlang az irodalmában. Előfordul a barlang az irodalmában Bakonybéli-zsiványbarlang (Kordos 1984), Bakonybéli zsiványbarlang (Bertalan 1976), Bakonybél-zsiványbarlang (Futó 2003), Betyárbarlang (Gál 1935), Betyár-barlang (Pápa 1943), Betyár barlang (Darnay-Dornyay 1957), Gerence-barlang (Bertalan 1938), Gerence barlang (Darnay-Dornyay 1957), Gerencebarlang (Kordos 1984), Odvaskő (Gál 1935), Odvaskő-barlang (Dudich 1932), Odvaskő barlang (Bertalan 1938), Odvas-kő-barlang (Eszterhás 1984), Odvaskőbarlang (Dornyay 1955), Odvaskői-barlang (Kadić 1939), Odvaskői barlang (Kadić 1941) és Odvas-kői sziklaüreg (Eszterhás 1984) neveken is.

## Kutatástörténet
Régen ismert barlang. Egy 1037-ben I. István magyar király által kiadott adománylevélben fel van tüntetve az Oduaskw név, amely az első, barlangra utaló földrajzi név írott dokumentuma Magyarországon. 1914-ben Laczkó Dezső végzett ásatást a barlangban. Az ásatást félbehagyta. Ez az első ásatás néhány cserépdarabot, csontszilánkokat és tüzelésnyomokat tárt fel. Eredménytelen próbaásatást végzett itt 1916-ban Hillebrand Jenő. 1926-ban Kadić Ottokár és Hatzky E. vizsgálták át és a barlangban barlangi medve fogat találtak. Az 1932-ben kiadott, Az Aggteleki cseppkőbarlang és környéke című könyvben, a Bakony hegység barlangjairól szóló részben szó van arról, hogy az Odvaskő-barlang a Gerence szurdokvölgyében helyezkedik el. Az ismertetés 1 irodalmi mű alapján lett írva.
A Turisták Lapja 1935. évi évfolyamában napvilágot látott, Gál László által írt publikációban az olvasható, hogy az Odvas-kő völgyének egyik hegyoldalában van egy olyan barlang, amelyben védelmet találhatott az időjárás viszontagságai ellen az ősember. A barlang újabban Betyárbarlang néven van emlegetve, de Odvaskő az igazi neve. Így nevezi a nép és I. István magyar király 1037-ből származó alapító oklevelében is ezen a néven van említve. Az Odvaskő az akkor alapított bakonybéli apátság birtokainak egyik határpontja volt. A barlangot nehéz volt megtalálni még a publikáció írása előtt néhány évvel is, mert nem a hegy lábánál és nem a hegy gerincének közelében helyezkedik el, hanem hegyoldalban, kb. kétharmad magasságnyira, valamint bejáratát eltakarja az előtte lévő kiemelkedés. Mostanában már jól látható ösvényen lehet eljutni a bejáratához. A barlang teteje kövirózsákkal és páfrányokkal borított hatalmas szikla, ahonnan a láthatárig gyönyörű a kilátás a mindent elborító, hatalmas erdőre. A turisták látogassák meg a barlangot, mert felejthetetlen élményben lesz részük.
Az 1937-ben megjelent és Szeghalmy Gyula által írt könyv szerint az odvas-kői barlang leletei azt igazolják, hogy a barlangot az újkőkorszakban és a bronzkorban lakta a barlangi ős. Bakonybéltől 1 órányi útra, a Gerence-patak szép szurdokvölgye felett emelkedik az Odvas-kő, amelynek dolomitfalába mélyedve sötétlik a hasonló nevű barlang bejárata. Ha tudományosan feltárnák az odvas-kői, cseszneki, bakonyszentlászlói, koloska-völgyi és dudari barlangokat, akkor azokban valószínűleg megtalálnák a moustérien kultúrájú, a solutréi kultúrájú és a magdaléni kultúrájú ember nyomait is.
Az 1939. évi Barlangvilágban megjelent és Kadić Ottokár által írt dolgozat szerint a Bükk hegységben lévő Szeleta-barlanghoz, Balla-barlanghoz, Herman Ottó-barlanghoz, Kecske-lyukhoz, Három-kúti-barlanghoz, Istállós-kői-barlanghoz, Büdös-pesthez és Puskaporosi-kőfülkéhez hasonló jelentőségűek a dunántúli barlangok, pl. a Bakony hegységben található Odvaskői-barlang. 1940-ben Bertalan Károly egyik kutatási célpontja volt. Pár jégkorszaki emlőscsont előkerülését eredményezte a Mottl Mária által a barlangban 1941. júliusban végzett ásatás. Az Országjárás 1942. évi évfolyamában meg lett említve, hogy a Kőris-hegy közelében található az Odvas-kői-barlang. A Bakony hegységben lévő legnagyobb barlang, amely egy dolomitba vágódott, nagyon tág és magas üreg. Nem messze van az Odvas-kői-barlangtól a Kőris-hegyi-ördöglik.

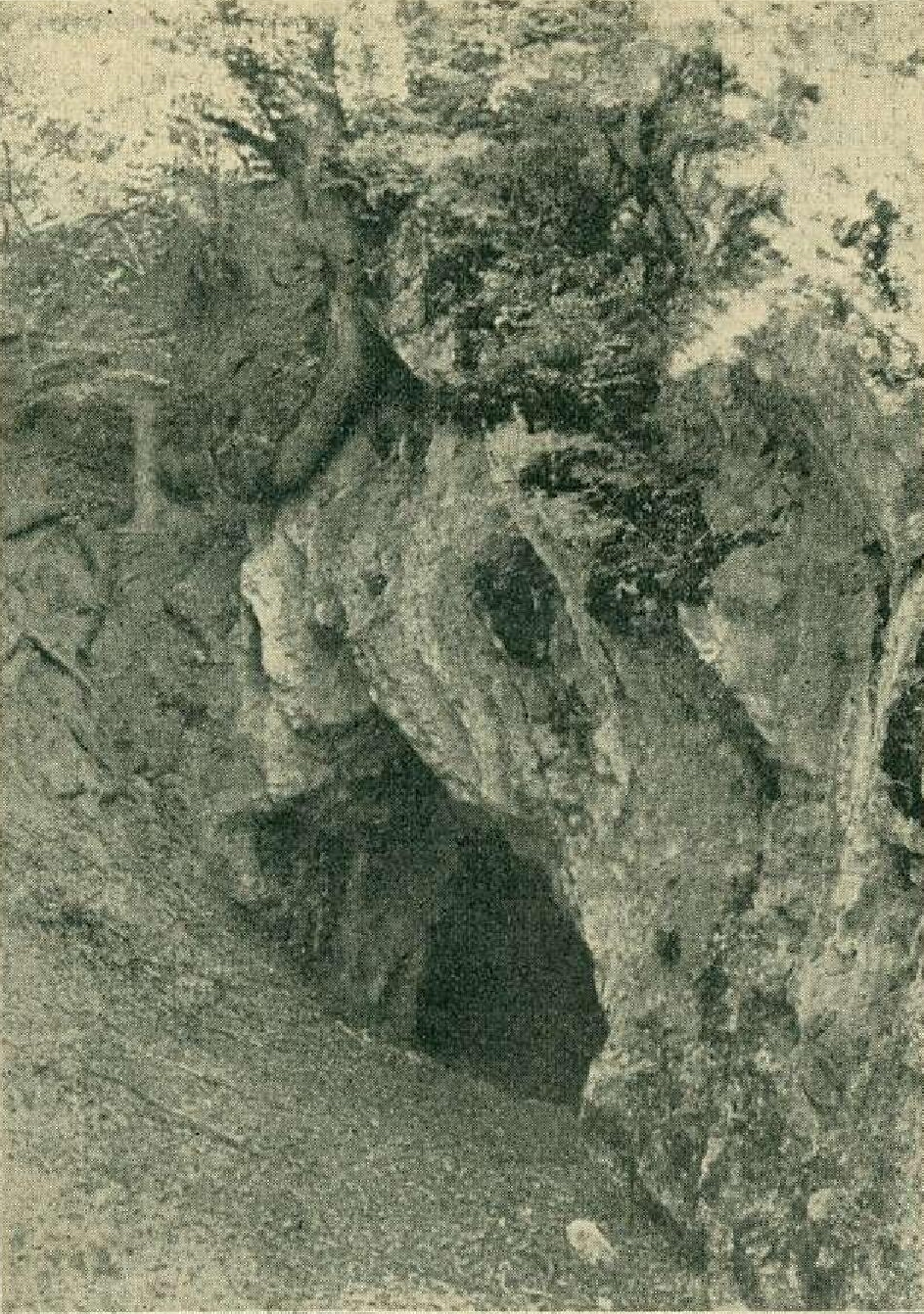
Az Odvas-kői-barlang bejáratának 1933-ban publikált fényképe

1951-ben Gábori Miklós próbaásatást végzett az Odvas-kői-barlangban. 1951 óta régészeti védelem alatt áll. Az 1955-ben megjelent, Bakony útikalauz című könyvben az Odvas-kői-barlang részletesen le van írva és a könyvben lévő térképen látható a barlang földrajzi elhelyezkedése. 1976-ban vált országos jelentőségű barlanggá a 4400-as (Bakony) barlangkataszteri területen lévő, bakonyszücsi Odvas-kő nevű barlang. A Bertalan Károly és Schőnviszky László által összeállított, 1976-ban megjelent Magyar barlangtani bibliográfia barlangnévmutatójában meg van említve a Bakonyban lévő barlang Odvas-kői-barlang néven. A barlangnévmutatóban fel van sorolva 17 irodalmi mű, amelyek foglalkoznak a barlanggal. Az 1976-ban összeállított, országos jelentőségű barlangok listájában lévő barlangnevek pontosítása után, 1977. május 30-án összeállított, országos jelentőségű barlangok listáján rajta van a Bakony hegységben, Bakonyszücsön található barlang Odvas-kői-barlang néven.
Az 1976-ban befejezett, Bertalan Károly által írt Magyarország barlangleltára kéziratban az olvasható, hogy a Bakony ÉNy-i részén lévő, bakonyszücsi Odvaskő-barlang további nevei Bakonybéli zsiványbarlang, Betyárbarlang és Gerence-barlang. Bakonybéltől ÉÉNy-ra 4,2 km-re, Gerence-pusztától 800 m-re KÉK-re helyezkedik el. A Szarvad-árok kanyarjának jobb oldalán, 80 m magasan, 352 m tszf. magasságban van a tág bejárata. A barlang 31 m hosszú, 5 m magas és 10 m széles. Csarnokszerű sziklaüreg, amely fődolomitban jött létre. A kézirat barlangra vonatkozó része 7 irodalmi mű alapján lett írva. Az 1980. évi Karszt és Barlang 1. félévi számában publikálva lett, hogy a kiemelt jelentőségű Odvas-kői-barlang a 4400-as barlangkataszteri területen (Bakony hegység és É-i előtere) helyezkedik el. A barlangnak 4413/1. a barlangkataszteri száma. Az MKBT Dokumentációs Bizottsága a helyszínen el fogja helyezni, a többi kiemelt jelentőségű barlanghoz hasonlóan, a barlang fémlapba ütött barlangkataszteri számát. A barlangkataszteri szám beütéséhez alapul szolgáló fémlap ugyanolyan lesz mint a többi kiemelt jelentőségű barlang fémlapja.
1982. július 1-től az Országos Környezet- és Természetvédelmi Hivatal elnökének 1/1982. (III. 15.) OKTH számú rendelkezése (1. §. és 3. §., illetve 5. sz. melléklet) értelmében a Bakony hegységben lévő Odvas-kői-barlang fokozottan védett barlang. Fokozottan védett barlang tudománytörténeti értéke miatt lett. Az 1982. szeptember–októberi MKBT Műsorfüzetben meg van említve, hogy a Bakony hegységben található Odvas-kői-barlang fokozottan védett barlang. A felsorolásban a barlangnevek az MKBT által jóváhagyott és használt helyesírás szerint, javított formában lettek közölve. Kárpát József, a Barlangtani Osztály munkatársa 1983-ban megszerkesztette a barlang részletes, 1:100 méretarányú térképét. Az 1984-ben publikált, Lista a Bakony barlangjairól című felsorolásban az Öreg-Bakonyban, a 4413-as barlangkataszteri területen, Bakonyszücsön elhelyezkedő Odvas-kői-barlang további nevei Odvas-kő-barlang, Betyár-barlang és Gerence-barlang. 4413/1 a barlangkataszteri száma. A karsztos barlang 31 m hosszú és 3 m magas. Az Odvas-kői-barlanggal egy rendszert alkot a régen külön barlangként leírt Odvas-kői sziklaüreg. 9 kiemelt jelentőségű, fokozottan védett barlang van a Bakonyban, amelyek közül egyik az Odvas-kői-barlang.

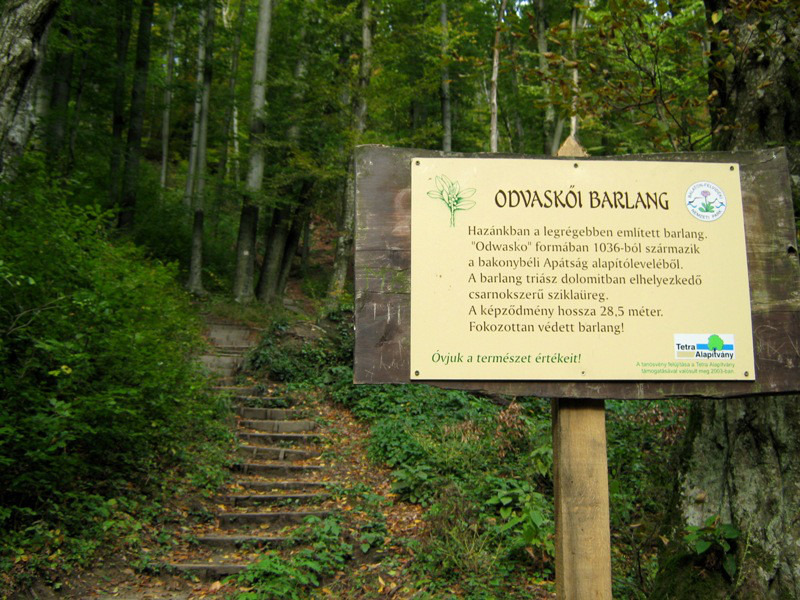
Az Odvas-kői-barlanghoz vezető ösvény

Az 1984-ben megjelent, Magyarország barlangjai című könyv országos barlanglistájában szerepel a barlang Odvas-kő-barlang néven Betyárbarlang, Gerencebarlang és Bakonybéli-zsiványbarlang névváltozatokkal. A listához kapcsolódóan látható az Északi-Bakony barlangjainak földrajzi elhelyezkedését bemutató 1:500 000-es méretarányú térképen a barlang földrajzi elhelyezkedése. 1999-ben történt a barlang átfogó természeti állapotfelvétele, amelyet Futó János készített. 2001. május 17-től a környezetvédelmi miniszter 13/2001. (V. 9.) KöM rendeletének értelmében a Bakony hegység területén lévő Odvas-kői-barlang fokozottan védett barlang. Egyidejűleg a fokozottan védett barlangok körének megállapításáról szóló 1/1982. (III. 15.) OKTH rendelkezés hatályát veszti. A 2003-ban kiadott, Magyarország fokozottan védett barlangjai című könyv szerint az Odvas-kői-barlang hossza 28,5 m és függőleges kiterjedése 7,2 m.
A 2005-ben napvilágot látott, Magyar hegyisport és turista enciklopédia című kiadványban önálló szócikke van a barlangnak. A szócikk szerint az Odvas-kői-barlang a Bakony hegységben található és fokozottan védett, 1951-ben pedig régészeti védelem alá helyezett természeti érték. Minden bizonnyal az első barlangi vonatkozású, 1037-ből származó helynév névadója. Bakonyszücs határában, 346 m tszf. magasságban van a bejárata. A bejáratához vezető út a Magas-Bakony Tájvédelmi Körzet természeti értékeit bemutató Boroszlán tanösvény része. Bejárata 7 m széles és 3,5 m magas. A majdnem 30 m hosszú barlang triász dolomitban keletkezett. Egyetlen, nagy teremből és néhány kisebb oldalágból áll. Két kürtővel nyílik a felszínre az inaktív forrásbarlang. Kitöltésében jégkorszaki emlőscsontokat találtak. Szabadon látogatható.
2005. szeptember 1-től a környezetvédelmi és vízügyi miniszter 23/2005. (VIII. 31.) KvVM rendelete szerint a Bakony hegységben lévő Odvas-kői-barlang fokozottan védett barlang. 2013. augusztus 12-től a belügyminiszter 43/2013. (VIII. 9.) BM rendelete szerint a Veszprém megyei, bakonyszücsi, 4413-1 barlangkataszteri számú és 7283 lelőhely-azonosítójú Odvas-kői-barlang régészeti szempontból jelentős barlangnak minősül. 2015. november 3-tól a földművelésügyi miniszter 66/2015. (X. 26.) FM rendelete szerint az Odvas-kői-barlang (Bakony hegység) fokozottan védett barlang.

## További irodalom
- Barta Zoltán – Futó János – Galambos István – Moór Gyula: Magas-Bakony TK, Boroszlán tanösvény. Közép-dunántúli Természetvédelmi Igazgatóság, Veszprém, 1994. 23 old.
- Dornyay Béla: Bakony. Budapest, 1927.